# Bòrd na Gàidhlig
Bòrd na Gàidhlig (schottisch-gälisch: [pɔːrˠt̪ nə kaːlɪikʲ]) ist die ausführende öffentliche Körperschaft der schottischen Regierung, die zuständig für Angelegenheiten der schottisch-gälischen Sprache ist. Sie wurde 2003 mit Sitz in Inverness gegründet. Sie darf nicht mit Comunn na Gàidhlig oder An Comunn Gàidhealach verwechselt werden, die als Institutionen älter sind.

## Aufgaben und Pflichten
Die Hauptaufgabe dieser schottischen Sprachinstitution ist es:
- die Zahl der Schottisch-Gälischsprecherinnen und -sprecher in Schottland zu vergrößern,
- Schottisch-Gälisch als Umgangssprache sowohl in der Gemeinde als auch im privaten Bereich zu stärken,
- Schottisch-Gälisch im öffentlichen und kulturellen Leben zu fördern,
- allgemeine Hilfestellung zu geben, damit Schottisch-Gälisch in allen schottischen Lebensbereichen genutzt werden kann,
- einen strategischen nationalen Plan für Schottisch-Gälisch zu entwickeln,
- die Zusammenarbeit mit Organisationen, die Interesse an der schottisch-gälischen Sprache haben, herzustellen,
- Strategien zur Beratung für die schottisch-gälischsprachige Erziehung an Mittelschulen zu entwickeln,
- die Verbreitung von schottisch-gälischsprachigen Schildern im Hochland zu unterstützen.[2]

## Probleme
Oftmals werden die Ratschläge des Bòrd von öffentlichen Institutionen und Verwaltungen ignoriert bzw. stehen Behörden der Institution feindselig gegenüber. Folgende Maßnahmen zur Stärkung der Körperschaft wurden unternommen:
- verpflichtende Richtlinien durch das Bòrd für örtliche Behörden für Gälischunterricht in Mittelschulen
- Beratung aller öffentlichen, privaten und freiwilligen Institutionen
- Entscheidungsgewalt, welche Projekte mit Blick auf Gälisch gefördert werden

## Geschichte
2006 wurde Bòrd na Gàidhlig mit der Aufgabe betraut, den Gaelic Language (Scotland) Act 2005 umzusetzen und speziell die Aufgabe zu übernehmen, den Status der gälischen Sprache zu sichern als offizielle Sprache Schottlands, die wie die englischen Sprache gleichermaßen respektiert werden soll. Das Bòrd bildet einen Eckpfeiler der schottischen Regierung zur Umsetzung der Europäischen Charta für Regional- und Minderheitssprachen in Schottland.
Der erste cathraiche des aus acht Mitgliedern bestehenden Bòrd war Donnchadh MacFhearghais (Duncan Ferguson) von Islay, Direktor der Plockton High School, ehemaliger Einberufer der Comunn Luchd-Ionnsachaidh, Comunn na Gàidhlig und Direktor des Steuerungskomitees für die gälischsprachigen Programme der BBC. Im März 2012 übernahm nach Arthur Cormacks Kündigung, der seit Februar 2009 das Amt bekleidete, Elizabeth McAtear den Vorsitz.